# Gerald Resch
Gerald Resch (* 5. Mai 1975 in Linz) ist ein österreichischer Komponist, Musikwissenschaftler und Hochschullehrer.

## Leben
Gerald Resch studierte ab 1993 Tonsatz bei Iván Eröd an der Hochschule für Musik und darstellende Kunst Wien sowie Musikwissenschaft, Philosophie und Kunstgeschichte an der Universität Wien (Mag. phil. mit der Arbeit Deutsche Streichquartette der 1980er Jahre, 1998). In den Jahren 1995/96 war er Erasmus-Stipendiat an der Musikhochschule Köln bei York Höller. Von 1996 bis 2000 besuchte er die Kompositionsklasse von Michael Jarrell an der Wiener Musikhochschule/-universität (Mag. art.). Im Jahr 1997 gründete er mit seinen Studienkollegen Reinhard Fuchs, Miguel Gálvez-Taroncher, Marcel Reuter, Jorge Sánchez-Chiong, Ališer Sijaric, Johannes Maria Staud und Robert M. Wildling die Komponistengruppe Gegenklang für gemeinsame künstlerische Projekte (v. a. die Organisation von Konzerten), außerdem den Autorenverlag edition 21. 1998 war er Joint-Study-Stipendiat am Conservatoire National de Paris bei Michael Levinas und Alain Poirier. 2001 hielt er sich mit einem Dissertationsstipendiums der Österreichischen Akademie der Wissenschaften am Österreichischen Historischen Institut zum Studium der Orchesterwerke von Giacinto Scelsi in Rom auf. 2001/02 folgte ein Postgraduate-Kompositionsstudium an der Kunstuniversität Graz bei Beat Furrer. Im Jahr 2017 erfolgte seine Habilitation im Fach Komposition.
Schon während der Studienzeit arbeitete Resch auch musikpublizistisch (Salzburger Festspiele, Wiener Konzerthaus, Musikverein Wien, Mozarteum Salzburg, MGG, KdG u. a.). Er moderierte Konzerte u. a. für die Jeunesse Musicale Österreich und den Kunstverein Alte Schmiede in Wien. 1999, 2000 und 2003 war er Dozent für Komposition bei den Sommerkursen der Musik-Palette Tulln. Als freier Verlagsmitarbeiter erstellte er u. a. die Klavierauszüge zu Wolfgang Rihms Deus passus, Morton Feldmans Neither und Christian Ofenbauers SzenePenthesileaEinTraum. Von 2000 bis 2004 war Resch Vorstandsmitglied der IGNM Sektion Österreich. Am Konservatorium der Stadt Wien gestaltete er ab dem Jahr 2002 Vortragsreihen zur angewandten Musikanalyse. Seit 2004 ist Resch Universitätslehrer für Musikanalyse an der Anton Bruckner Privatuniversität in Linz, von 2004 bis 2008 war er Lehrer für Gehörbildung und Komposition an der Musikschule Wien-Margareten, von 2008 bis 2022 Universitätslehrer für Satzlehre, Gehörbildung, Formenlehre und Analyse an der Universität für Musik und darstellende Kunst Wien, seit dem Sommersemester 2022 ist er ebendort Professor für Komposition.
Als Composer-in-residence fungierte er beim Komponistenforum Mittersill ein klang 2002, bei den Weimarer Frühjahrstagen für Neue Musik 2003 und 2007 bis 2008 für zwei Jahre beim Wiener Concert-Verein. Von 2007 bis 2009 war er Gastkomponist des Österreichischen Kulturforums London im Rahmen des Festivals Soundings, 2011 einer der Hauptkomponisten des Festivals Wien modern, 2020 beim Davos Festival. Von 2007 bis 2014 war Resch Musikkurator des Kunstvereins Alte Schmiede Wien.

## Auszeichnungen, Förderungen
- 2001: Talentförderungsprämie des Landes Oberösterreich[3]
- 2002: Preis des Theodor Körner Fonds
- 2003: Österreichisches Staatsstipendium für Komposition
- 2004: Anton Bruckner-Stipendium des Landes Oberösterreich[3]
- 2005: Arbeitsstipendium der Villa Stornborough-Wittgenstein in Gmunden[3]
- 2006: Wiener Symphoniker-Stipendium
- 2011: Erste-Bank-Kompositionspreis, Förderungspreis der Stadt Wien[4]
- 2012: TONALi Grand Prix Kompositionspreis
- 2014: Kulturpreis des Landes Oberösterreich[5]
- 2017: Österreichisches Staatsstipendium für Komposition

## Werke (Auswahl)

### Ensemblemusik
- Zerrissene Zeit/Verschattung – Streichquartett für zwei Violinen, Viola und Violoncello (1995–1998)[6]
- lettura/rilettura – Trio für Klarinette (in A), Klavier und Violoncello (oder Viola) (1997/2001)[6]
- Tientos – Trio für Bassklarinette, Marimbaphon und Klavier (1999)[6]
- Zwang/Netz II – Quintett für Dizi, Erhu, Pipa, Guzheng und Schlagzeug (1999–2000/2010)[6]
- Versuch über die Schwerkraft – Sextett für Spieler an 86 Alltagsgegenständen (2000/2013)[6]
- Ein Garten. Pfade, die sich verzweigen – Septett für Klarinette, Saxophon, Perkussion, Harfe, Klavier, Viola und Kontrabass mit Flöte solo (2000)[6]
- verlaufen vermehrt – Duo für Flöte und Schlagzeug nach Texten von Christine Huber (2000–2001)[6]
- Durchlässige Schichten – für Kammerorchester (2001/2002)[6]
- Unruhe bei Windstille und Wind – Sextett für sechs Schlagzeuger (2001–2002)[6]
- Schleifen – Quintett für Flöte, Posaune, Violine, Violoncello und Klavier mit Solostimme Sopran nach Texten von Heiner Müller (2002/2004)[6]
- Splitter – Duo für Klarinette und Solostimme Sopran nach Texten von Waltraud Seidlhofer (2002)[6]
- Gesten – Duo für Violine und Violoncello (2002)[6]
- Nebeneinanderlinien – Duo für zwei Fagotte (2004)[6]
- Relief – Quintett für Altsaxophon, Gitarre, Schlagzeug, Akkordeon, Violoncello (2004)[6]
- Fünf Versuche nach Italo Calvino – Trio für Klavier, Violine und Violoncello (2006)[6]
- Grounds – für Kammerorchester (2009)[6]
- Zweige – Quartett für Flöte, Klarinette, Violoncello und Klavier (2010)[6]
- Antipoden – Oktett für Posaunen und kleines Ensemble (2012)[6]
- Sieben Madrigale – nach zeitgenössischen Liebesgedichten für fünf Stimmen und Akkordeon (2013)[6]
- Sostenuto – Trio für Violine, Viola und Klavier (2015)[6]
- Streichquartett Nr. 2 – für zwei Violinen, Viola und Violoncello (2017)[6]
- Con moto – Septett für Klarinette, Altsaxophon, Posaune, Akkordeon, Klavier, Violine und Kontrabass (2018)[6]
- Nachtwindsucher – für Stimme und Klavier (Tasten und Saiten) nach H. C. Artmann (2018/2019)[6]
- Streichquartett Nr. 3 „attacca“ – für zwei Violinen, Viola und Violoncello (2019)[6]
- fluid – für Violine und Klavier (2021)[6]
- Doubles – für Altsaxophon und Klavier (2022)[6]

### Solomusik
- Bruchstücke – Solo für Mezzosopran nach Texten von Friederike Mayröcker  (1997)[6]
- Phantasie über Dreiklänge – Solo für Klavier (1998/2000)[6]
- tessuto – Solo für Violine (2001)[6]
- Passagen – Solo für Fagott (2004)[6]
- Ohne Titel (Engel) – Solo für Gitarre (oder Vihuela) (2004)[6]
- Berceuse – Solo für Spielzeugklavier (Für Mila) (2006)[6]
- Figuren – Solo für Klarinette (2009)[6]
- al fresco – Solo für Violoncello (2011)[6]
- Scordatura – Solo für Gitarre (2012)[6]
- Fingerspitzentänze – 13 nicht zu schwere Stücke für Klavier solo (2013)[6]
- Brücken – Solo für Violoncello (2014)[6]
- Quasi una Siciliana – Solo für Violine (2016/2018)[6]
- Notturno turbato – Solo für Klavier (Tasten und Saiten) (2017/2018/2019)[6]
- Toccatina mit Rufterz – Solo für Klavier (Tasten und Saiten) (2019)[6]
- Ricercari – Solo für Orgel (2020)[6]
- Quellen – Solo für Violine (2001)[6]
- Non mesuré – Solo für Clavicord (2021)[6]
- Filter – Solo für Akkordeon (2022)[6]
- parlando – Solo für Altblockflöte (2023)[6]

### Orchestermusik
- Schlieren – für Violine und Orchester (2005)[6]
- Spin – für Kammerorchester (2006–2007)[6]
- Knoten – für Fagott und Kammerorchester (2007)[6]
- Land – für Orchester (2008)[6]
- Fenster – für Streichorchester (2008)[6]
- Ein Stück Land – für Orchester (2010)[6]
- Cantus Firmus – Sinfonie für Orchester und Chor ad libitum (2010)
- Collection Serti – für räumlich verteiltes Ensemble (2011)[6]
- Drift – für Violoncello und Kammerorchester (2013)[6]
- Bossa Nova Arabica – für Orchester (2013)[6]
- Inseln – für Orchester (2016)[6]
- per speculum – für Saxophon und Kammerorchester (2017)[6]
- Corsa – für zwei Violinen, Cembalo und Streichorchester (2021)[6]
- unfold – für Akkordeon und Streichorchester (2023)[6]

### Bühnenmusik/Musiktheater
- Das Gemeindekind – Singspiel für fünf Sängerinnen und Sänger sowie fünf Instrumente (2014)[6]
- Die Brüste Tiresias’ – Opera povera für Sopran und Bariton am Klavier, Violoncello mit Singender Säge und Puppenspiel nach Guillaume Apollinaire(2015)[6]
- Unterm Strich – Bühnenmusik für das gleichnamige Stück von Margit Mezgolich (2017)[6]
- Königin der Berge – Bühnenmusik für das gleichnamige Stück von Margit Mezgolich (2019)[6]
- TitaniaTraum – Taschenoper (nach William Shakespeare) für Sopran, Countertenor, Bariton und neun Instrumente (2019)[6]
- Die Entführung ins Zauberreich – Wanderoper für die Wiener Staatsoper nach Wolfgang Amadeus Mozarts Die Entführung aus dem Serail von Margit Mezgolich (2020)[6]
- Hanni – Monolog mit Musik nach Franzobel (2020)[6]
- Das verfluchte Geisterschiff – Wanderoper für die Wiener Staatsoper nach Richard Wagners "Der fliegende Holländer" von Margit Mezgolich (2023)[6]

### Sonstige Vokalwerke
- Osmose – Motette für sechs Stimmen nach einem Text von Ferdinand Schmatz (2023)[6]